# Qubadlı (Rayon)
Qubadlı ist ein Rayon in Aserbaidschan. Die Hauptstadt des Bezirks ist die Stadt Qubadlı. Von 1993 bis 2020 war der Rayon vollständig unter der Kontrolle der international nicht anerkannten Republik Arzach (Bergkarabach).

## Geografie
Der Bezirk hat eine Fläche von 802 km². Das Gebiet gehört zum Kleinen Kaukasus und wird geprägt durch das Tal des Hakari und des ihm zufließenden Worotan, an dem die Bezirkshauptstadt liegt. Östlich des Hakari erstrecken sich die Ausläufer des Karabachgebirges, westlich des Worotan das Barguschat-Gebirge und im Norden beginnt das Hochland von Karabach.

## Geschichte

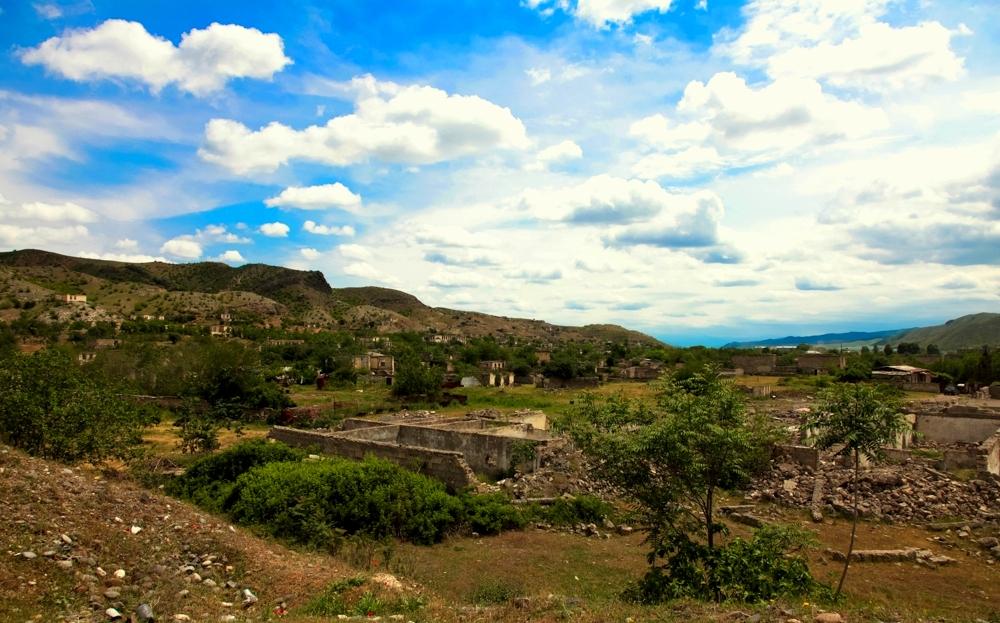
Die weitgehend zerstörte Stadt Qubadlı im Tal des Worotan (2013).

Bis in die erste Hälfte des 18. Jahrhunderts war Qubadli mehrheitlich von Armeniern besiedelt, danach von aserbaidschanischen Stämmen und Kurden. Das Gebiet war 1923 bis 1930 Teil der Republik Rotes Kurdistan, danach des Bezirks Zangelan.
1993 wurde der Bezirk von Armenien im Konflikt um das von Aserbaidschan abgespaltene Bergkarabach besetzt. Qubadli diente als Pufferzone zwischen Armenien und Aserbaidschan. Nach dem Einmarsch der bergkarabachischen Truppen wurde ein großer Teil der Einwohner vertrieben oder floh. Die Republik Arzach verwaltete die Region als Teil der Provinz Kaschatach und es siedelten sich erneut Armenier an, vor allem in dr Stadt Qubadlı, armenisch Kaschunik, und dem Ort Xanlıq (Ischchanadsor), der wieder über 1000 Einwohner erreichte. Im Rayon lebten 2009 nach aserbaidschanischen Angaben 37.400 Menschen in 95 Siedlungen, was sich jedoch auf die vertriebene aserbaidschanische Bevölkerung bezog und die aserbaidschanische Verwaltungseinteilung.
Während des Bergkarabachkrieges 2020 hat die Aserbaidschanische Armee den Rayon im Laufe des Oktobers 2020 weitgehend zurückerobert. Nach Abschluss eines Waffenstillstands im November 2020 zogen sich die armenischen Einheiten aus ihren verbliebenen Stellungen zurück.

## Ortschaften
- Qəzyan
- Qubadlı
- Schurnuch
- Ulaşlı

## Wirtschaft
Die Region ist landwirtschaftlich geprägt. Es werden Getreide, Wein und Tabak angebaut sowie Vieh- und Seidenraupenzucht betrieben. Es gibt Molkereien, Webereien und Keltereien.

## Kultur und Sehenswürdigkeiten
In den Höhlen von Kavur befinden sich heilige Grotten und nahe dem Dorf Muradkhanli ein Turm aus dem 5. Jahrhundert. Bei Aliushagi liegt der Geygala-Turm und zwei Mausoleen bei Damirchilar.